# Esparsett
Esparsett (Onobrychis viciifolia) är en ärtväxtart som beskrevs av Giovanni Antonio Scopoli. Enligt Catalogue of Life ingår Esparsett i släktet esparsetter och familjen ärtväxter, men enligt Dyntaxa är tillhörigheten istället släktet esparsetter och familjen ärtväxter. Arten är reproducerande i Sverige. Utöver nominatformen finns också underarten O. v. viciifolia.
Växten utvecklas varje år från rötterna. Den blir 30 till 60 cm hög och blommar mellan maj och juli. Blomställningen består av 20 till 50 små blommor. Bladen är ovala. Fröet är 6 till 8 mm lång och har taggar så att de fastnar i djurens päls. Blommornas längd är 1 till 1,5 cm och de har en rosa färg med mörka strimmor. Rötterna når ett djup av fyra meter.
Arten har en större utbredning i Europa från Frankrike till Belarus. Kanske når arten till Iberiska halvön och till Turkiet. Den hade sin ursprungliga utbredning i Sydosteuropa. Esparsett hittas på torra ängar och på betesmarker. Marken är ofta kalkrik.
Beståndet påverkas regionalt av intensivt bruk av betesmarker. Hela populationen anses vara stabil. IUCN kategoriserar arten globalt som livskraftig.

## Bildgalleri

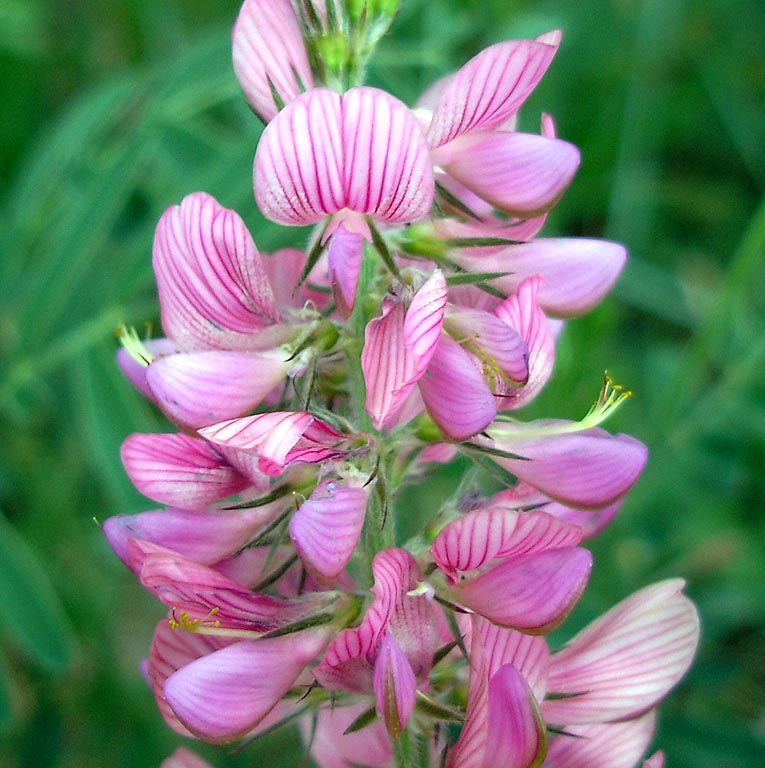
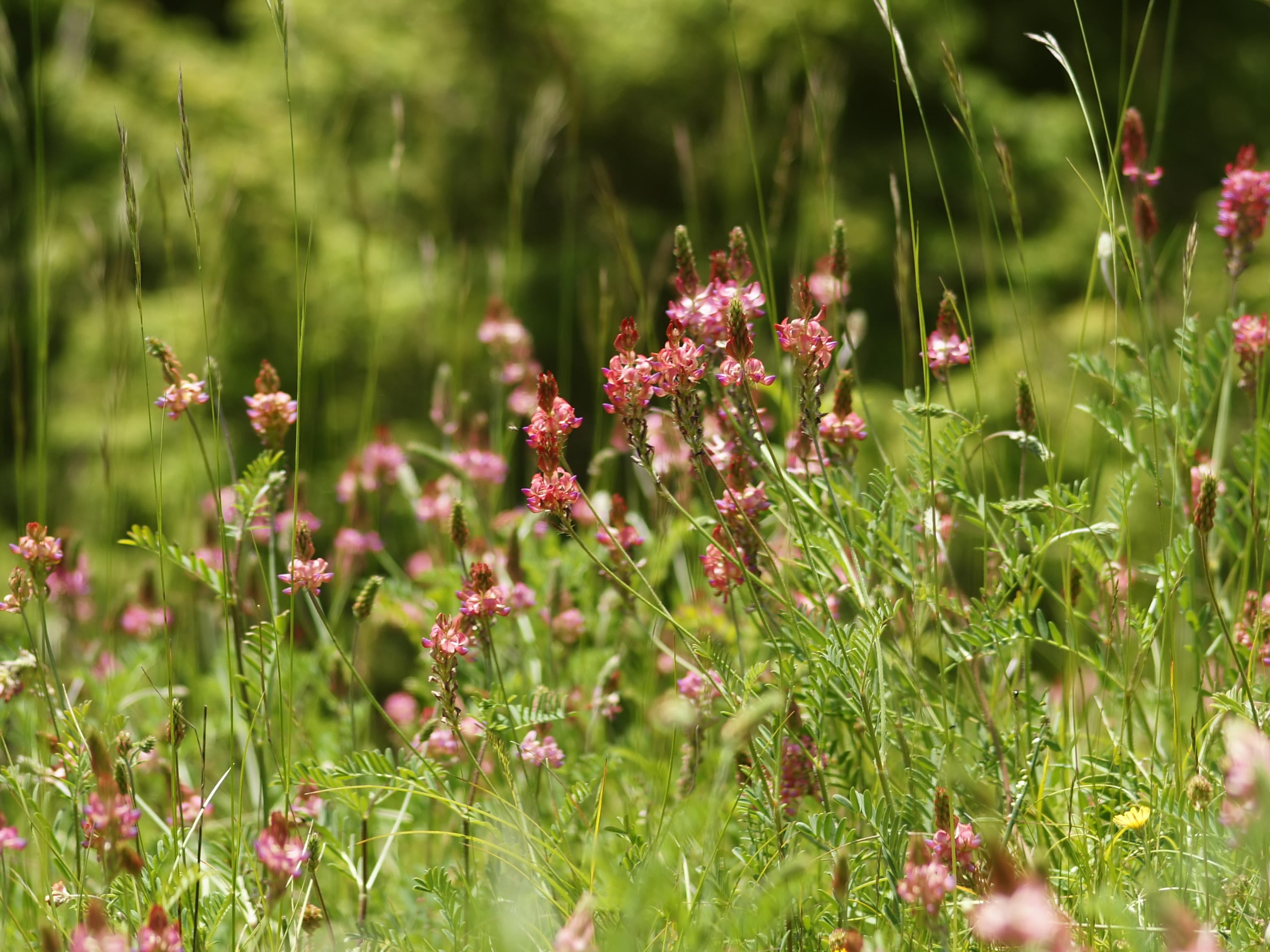
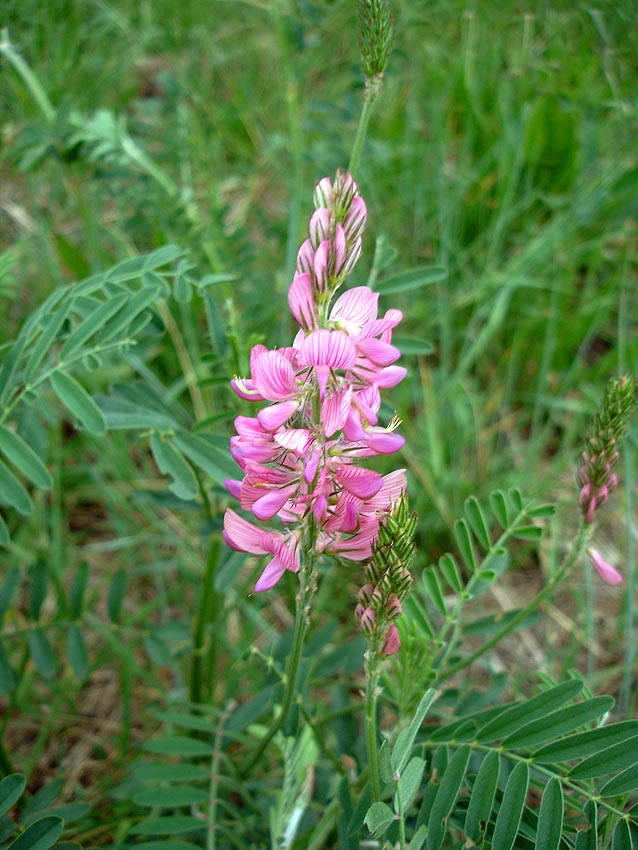
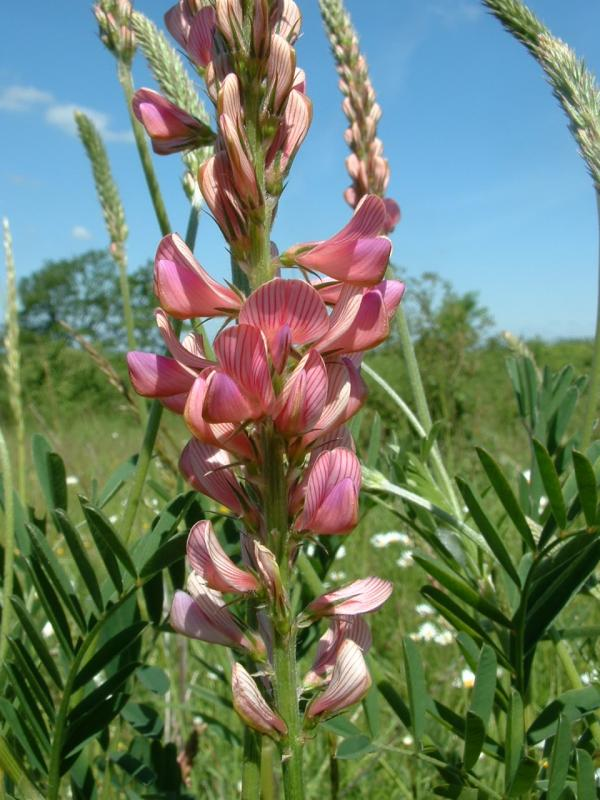
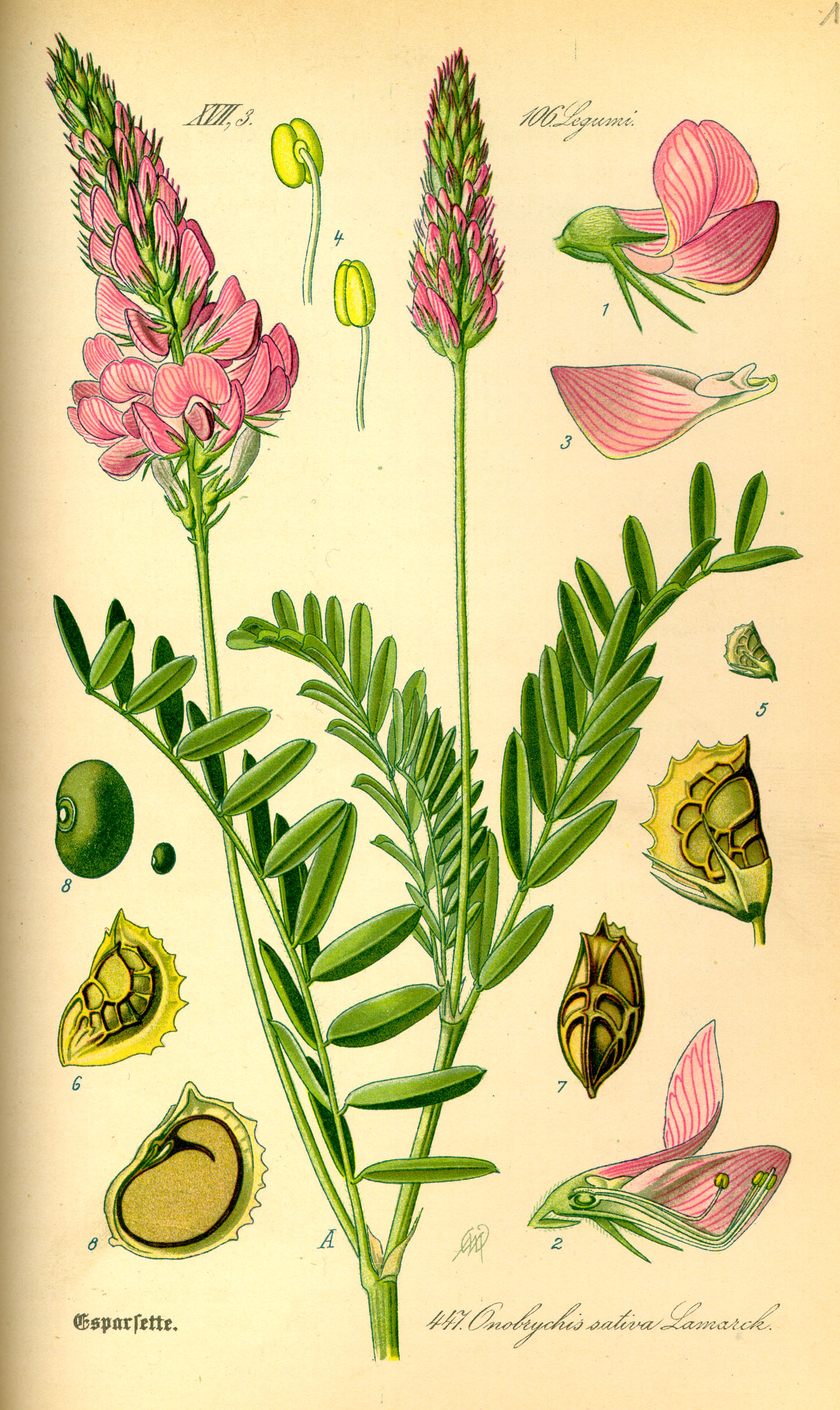